# 벼락

고전압 전기 경고 기호는 현대의 벼락 도상학의 한 예시이다.

벼락(Thunderbolt)은 번개의 상징적 표현이다. 이는 역사, 문학, 그리고 (일반적으로 고전압) 전기 경고에서 다양하게 나타난다. 벼락은 하루에 약 860만 건의 번개(초당 100회)에서 자연적으로 발생할 수 있다. 열 번개는 소리를 동반하지 않는 대기 중 방전이며, 테슬라 코일은 소리를 동반하는 인공적인 "번개" 같은 전기 방전을 생성한다. "벼락"이라는 용어는 번개 섬광을 동반하는 큰 천둥소리의 개념을 추가하는 반면, 직접적으로 전기 방전을 의미하는 "번개"라는 용어는 그렇지 않다.
인도유럽 신화에서 벼락은 '하늘 아버지'와 동일시되었다. 이러한 연관성은 후기 헬레니즘의 제우스 묘사와 신 인드라가 휘두르는 바즈라에 대한 브라만교의 묘사에서도 발견된다. 이는 "모든 것의 흐름을 조종하는 벼락"을 묘사하는 헤라클레이토스의 단편에 표현된 대로 우주 질서의 상징이었을 수도 있다.
원래 사용에서 이 단어는 두 행성 천체가 근접했을 때의 결과에 대한 묘사였을 수도 있는데, 플라톤이 티마이오스에서 제안했듯이 또는 빅터 클럽에 따르면 유성일 수도 있었다. 신성한 발현으로서 벼락은 역사 전반에 걸쳐 강력한 상징이었으며, 많은 신화에 등장했다. 이러한 강력한 연관성에서 비롯되어 벼락은 종종 군사적 상징주의와 전기의 기호학적 표현에서 발견된다.

## 역사, 종교, 신화에서의 벼락

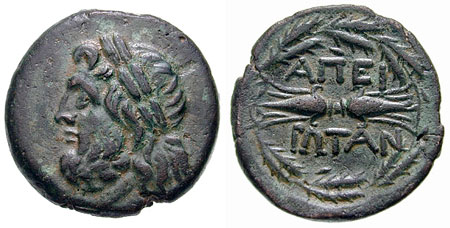
기원전 234년 이피로스 지역 주화에 새겨진 제우스의 머리와 벼락.

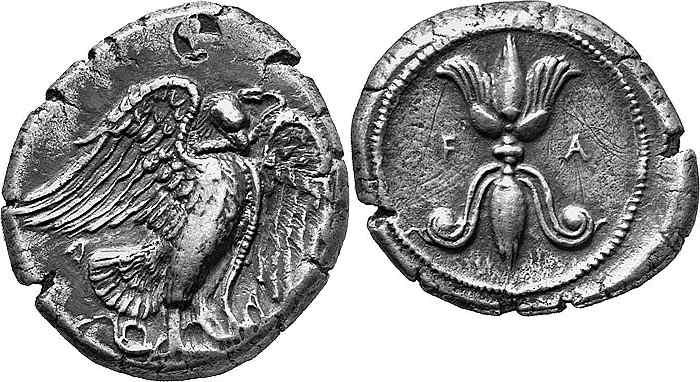
기원전 432-421년경 올림피아 (그리스) 주화에 새겨진 수리류를 동반한 벼락 문양.

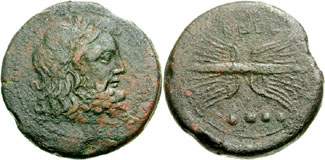
기원전 216-211년 캄파니아주 카푸아 주화에 새겨진 제우스의 머리와 벼락.

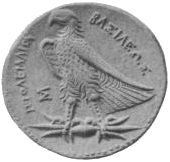
벼락을 쥔 프톨레마이오스 왕조 주화에 새겨진 제우스의 독수리

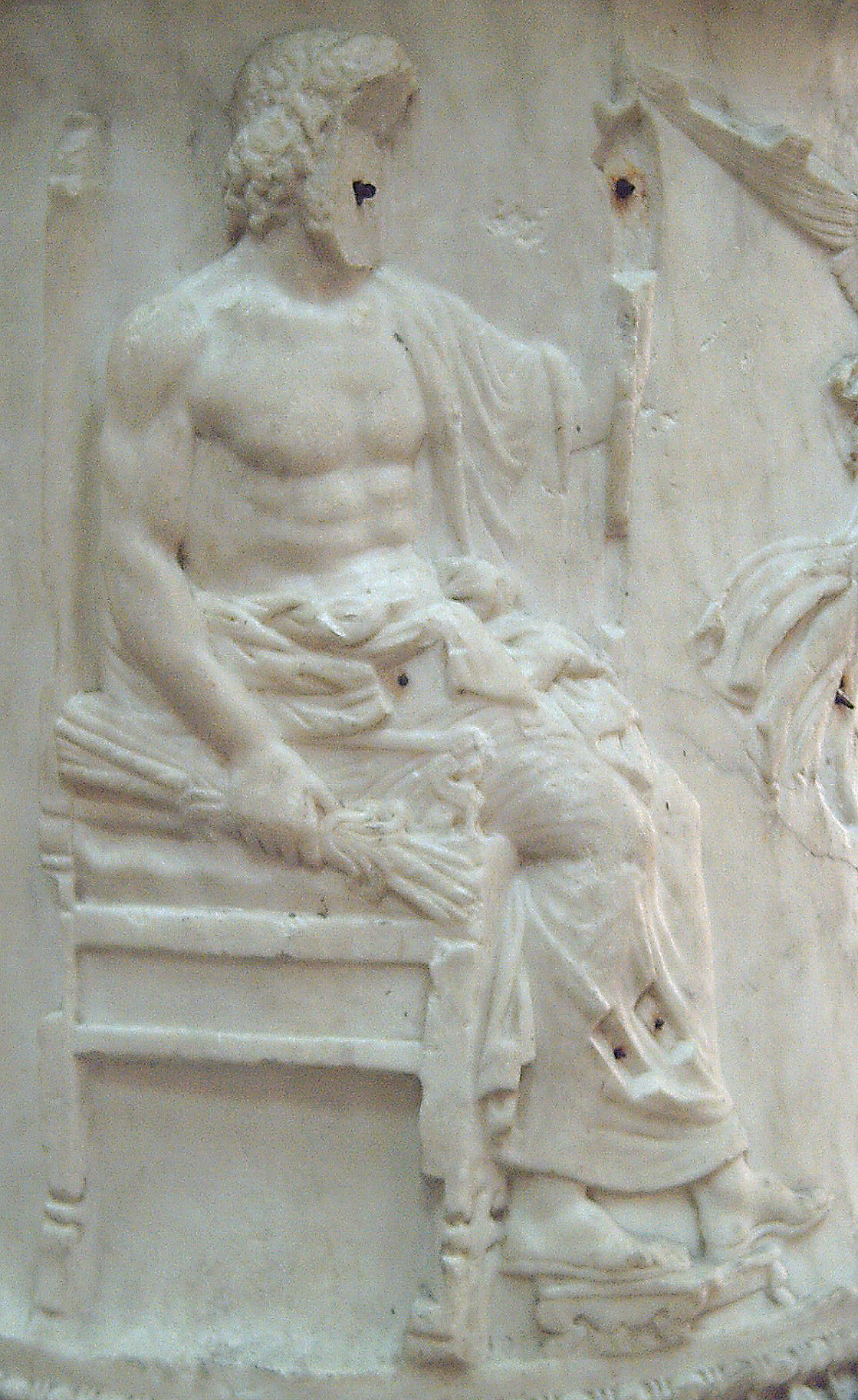
오른손에 벼락을 든 유피테르의 신아티카 부조 조각상; 마드리드 국립 고고학 박물관의 몬클로아 푸테알 (로마, 2세기) 세부

번개에 대한 묘사는 역사, 종교, 신화 전반에 걸쳐 나타난다. 종종 그것은 하늘 신과 날씨 신의 무기이다. 따라서 그것은 극적이고 즉각적인 응징적 파괴의 탁월한 방법이다. 신성한 무기로서의 벼락은 많은 신화에서 발견된다.
- 토라에서 '화살'을 의미하는 khets חֵץ라는 단어는 하바꾹 3장 11절에서 번개로 표현된 야훼/엘로힘의 "화살"을 나타내며, 또한 신명기 32장 42절, 시편 64편:7절, 욥기 6장 4절 등에서 신의 징벌로 인간에게 가해지는 일반적인 재앙으로 사용된다.
- 기독교에서 가장 중요한 구절 중 하나는 신명기 6장 4절이다. 6장 4-5절은 예수님께서 마가복음 12장 28-34절에서 가장 큰 계명으로 인용하기도 했다. 예수님의 재림은 번개에 비유된다 (24: 27, 17: 24). 기독교가 확립되면서, 번개는 예언자 엘리야의 전차가 하늘을 달릴 때 남기는 불꽃이며, 천둥은 그의 전차를 끄는 말발굽 소리라는 대중적인 믿음이 생겨났다. 또 다른 전통에 따르면, 번개와 천둥은 대천사 미카엘이 사탄에 맞서 발사하는 대포와 같이 더 섬나라적인 믿음이다.[5]
- 히타이트 (및 후르리인) 신화에서 삼중 벼락은 테슙 (타르훈트)의 한 상징이었다.
- 브라만교 (및 후기 인도 신화)에서 신 인드라는 번개의 신이다. 그의 주요 무기는 벼락 (바즈라)이다.
- 그리스 신화에서 벼락은 키클롭스가 제우스에게 준 무기이다. 이를 바탕으로 로마 신화에서 벼락은 키클롭스가 유피테르에게 준 무기이며, 따라서 유피테르의 상징 중 하나이다. 종종 그리스와 로마 주화 등에서 독수리가 발톱에 묶인 막대기 묶음 형태의 벼락을 들고 있는 모습으로 묘사된다.[6]
- 켈트 신화에서 타라니스는 천둥의 신이며, 아일랜드어로는 티란이다.
- 노르드 신화에서 토르는 특별히 천둥과 번개의 신이며, 묠니르를 휘두른다.
- 슬라브 신화에서 페룬은 하늘의 신이며, 폭풍, 천둥, 번개를 다스리고 몰니야를 휘두른다.
- 핀란드 신화에서 우코는 천둥과 번개의 신이며, 우콘바사라를 휘두른다.
- 튀르키예 신화에서 바이울겐은 벼락을 만든다.
- 마야 신화에서 우라칸은 때때로 세 개의 벼락으로 표현된다.
- 과라니 신화에서 투파는 천둥의 화신이며 번개에 대한 힘을 가지고 있다.
- 체로키족 신화에서 아니 훈티크왈라스키 ("천둥 존재")는 속이 빈 플라타너스 나무에 번개불을 일으킨다.
- 오지브웨이족 신화에서 천둥은 인간에게 자비롭기도 하고 악의적이기도 한 천둥새 (님키그 또는 비네시이와그)에 의해 만들어진다.
- 이그보 신화에서 벼락은 아마디오하/아마디오라의 무기이다.
- 요루바 신화에서 벼락은 샹고의 무기이다.
- 티베트 불교에서 바즈라 또는 벼락은 바즈라야나 분파의 상징이다.
- 고발칸 신화에서 지벨티우르도스 (또한 "즈벨수르도스", "지벨투르도스"): 그리스의 제우스와 유사하게 번개와 벼락을 휘두르는 신으로 인식된다.
- 나바호 신화에서 영웅 쌍둥이 나이디기시와 나예에 네이즈가니는 화살로 벼락을 쏘는 활을 가지고 있다.
- 중국 신화에서 뢰공은 벼락을 무기로 사용하고 그의 아내 뎬무는 거울로 번개 섬광을 만든다.

### 천둥돌
"벼락" 또는 "천둥돌"이라는 이름은 또한 전통적으로 벨렘나이트의 화석화된 액각에 적용되었다. 이 총알 모양의 돌의 기원은 이해되지 않았으며, 따라서 번개가 친 곳에서 돌이 생성되었다는 신화적인 설명이 생겨났다.

## 현대의 벼락
벼락 또는 번개는 현대 세계에서 두드러진 상징이자 용어로 계속 이어지고 있으며, 현대 문장학과 군사 도상학에 편입되었다.

### 도상학에서
- 벼락은 전기 상징으로 사용된다.[8]
- 벼락은 또한 전기 위험을 나타내는 위험물 표식으로도 사용된다.
- 벼락은 NFL의 로스앤젤레스 차저스 (원래 AFL의 샌디에이고 차저스)의 로고이다.
- 벼락은 호주 하드 록 밴드 AC/DC의 로고에 사용된다.
- 벼락은 독일 자동차 제조업체 오펠의 로고에 사용된다.
- 인민행동당 (싱가포르)의 로고.
- 스콰터들이 자신들의 휘장으로 사용하는 벼락.
- 슈츠슈타펠, 영국 파시스트 연합, 불가리아 민족 군단 연합 (SBNL)과 같은 수많은 파시스트 조직들이 역사적으로 벼락을 자신들의 상징으로 사용했다.

### 허구에서
- DC 유니버스에서 벼락은 캡틴 마블, 플래시, 가스 란즈, 아일라 란즈, 블랙 라이트닝, 스태틱, 라이브와이어가 입는 의상의 가슴 (또는 전체 몸통 전면)에 있는 상징이다.
- 마블 유니버스에서  썬더볼트는 일렉트로, 퀵실버, 블랙 볼트, 스피드 데몬, 미즈 마블이 입는 의상의 몸통 전면에 있는 상징이며, 슈퍼히어로 팀의 이름이기도 하다.
- 벼락은 파워레인저 프랜차이즈의 로고에 사용된다.
- 해리 포터 소설 및 영화 시리즈에서 해리의 이마에 있는 흉터와 로고의 양식화된 "P"는 모두 벼락 모양이다.
- 대부 소설에서 "벼락을 맞다"는 아름다운 여성을 보고 남자가 매료되는 것을 의미하는 이탈리아 표현(콜포 디 풀미네)이다(이른바 첫눈에 반한 사랑처럼). 소설의 주연 캐릭터는 이러한 방식으로 영향을 받고 결국 외모가 처음 그에게 이러한 영향을 미치는 여성과 결혼한다.

### 이름에
번개가 큰 천둥소리를 동반하는 것을 언어적으로 표현한 썬더볼트라는 용어는 힘과 속도를 전달하는 데 사용된다.
- P-47 리퍼블릭 선더볼트 - 제2차 세계 대전 전투기에서 크기, 출력, 속도의 최상위 조합.[9]
- 선더볼트 - 영국 세계 최고 속도 경주용 자동차; 두 개의 롤스로이스 R V-12 항공기 엔진으로 구동되는 4,700 bhp (3,505 kW; 4,765 PS)의 이 유일한 차량은 1930년대 여러 기간 동안 지구상에서 가장 빨랐다.

## 유니코드 코드 포인트
- U+2607 ☇

관련된 형태는 다음 코드 포인트를 가진다:
- U+21AF ↯
- U+2B4D ⭍
- U+26A1 ⚡
- U+1F5F2 🗲
- U+03DF ϟ
- U+2621 ☡

## 갤러리
- 벼락 (번개)의 일반적인 카툰 묘사벼락 (번개)의 일반적인 카툰 묘사
- 영국 공병대 기함에 묘사된 벼락
- 미국 공군의 상징
- 불카누스가 유피테르의 벼락을 단련하는 모습
(피터 파울 루벤스 작)
- 스콰터들의 상징으로 사용되는 원을 뚫는 벼락
- 불가리아 민족 군단 연합 (SBNL) 상징의 원을 뚫는 벼락
- 오펠 로고는 벼락을 나타낸다.
- 전략공군사령부의 방패는 올리브 가지와 벼락을 든 갑옷 입은 손을 보여준다.
- 벼락 도상학이 적용된 로스앤젤레스 차저스 헬멧

## 같이 보기
- 묠니르
- 천둥돌 (민속)
- 바즈라